# 塞巴斯提亚军区
塞巴斯提亚军区（希臘語：θέμα Σεβαστείας）是拜占庭帝国位于卡帕多细亚东北和小亚美尼亚的一个军区，位于今土耳其境内。史料可以证明其于911年已经存在，并一直持续到在1071年曼齐刻尔特战役之后。

## 历史
军区以塞巴斯提亚城（今錫瓦斯）为中心，自7世纪中期起，其地属于亚美尼亚军区。10世纪之前的文献未提及有此军区。908年，塞巴斯提亚首次作为一个独立的要冲区出现在史料中，可能属于哈尔希安军区。911年的史料则表明塞巴斯提亚已升格为军区。
该军区东面以幼发拉底河北部中段为界，同时也是帝国的边界线，之后随着帝国不断获取新领土，其辖地向东部和南部延伸到了美利提尼、薩姆薩特以及泰夫里卡，大致相当于古代晚期罗马帝国的第一亚美尼亚、第二亚美尼亚、叙利亚幼发拉底行省的一部分。10世纪中叶以后，其领地因设立一些新的小军区而大幅缩减。根据君士坦丁七世的记载，塞巴斯提亚军区下辖两个“中队区（τούρμαι）”，拉里萨（今曼哲纳克）和阿玛拉（或称阿巴拉，今阿尔古万附近的阿姆兰或埃米尔村（Emirköy））。这两个中队区都短暂升为要冲区，拉里萨在908-911年之间，阿玛拉在罗曼诺斯一世时期，并在此后升为独立军区，导致塞巴斯提亚军区进一步缩小，重要性大大下降。
大量亚美尼亚人于10世纪涌入该地区，并成为当地的主导民族。1019/1021年之后，塞巴斯提亚及周围的土地成为亚美尼亚人塞尼克林·阿尔茨鲁尼阿尔茨鲁尼的封地，以交换其瓦斯普拉坎王国的土地。自大约1074年起，因拜占庭帝国在1071年的曼齐刻尔特战役惨败于塞尔柱突厥，阿尔茨鲁尼成为实际独立的领主统治该地，直到1090年左右被塞尔柱突厥人征服。

### 脚注
1. 1 2 3 4  Kazhdan 1991，第1861–1862頁.
2. ↑  Pertusi 1952，第142頁.
3. ↑  Leveniotis 2007，第452頁.
4. ↑  McGeer, Nesbitt & Oikonomides 2001，第128頁.
5. ↑  Pertusi 1952，第142–143頁.
6. ↑  Leveniotis 2007，第452–453頁.